# Жан де Лафонтен
Жан де Лафонте́н (фр. Jean de La Fontaine; 8 липня 1621, Шато-Тьєррі, Шампань — 13 квітня 1695, Париж) — французький поет, байкар, родоначальник нового виду байки у світовій літературі. Насамперед відомий як автор байки «Зачумлені звірі». Член Французької академії з 1684.

## Життєпис
Народився у провінції Шампань, у Шато-Тьєррі 8 липня 1621 року в сім'ї, що належала до давнього роду. Батько був чиновником, перебував на посаді державного лісничого. Початкову освіту Жан де Лафонтен здобув у сільській школі, пізніше — в коледжі м. Реймс. З дитинства вирізнявся непокірністю, через що пізніше не став придворним короля Луї XIV. У дев'ятнадцятирічному віці готувався до прийняття духовного сану, однак молитви і богослов'я мало цікавили юнака, більше часу він приділяв читанню романів. Зрештою, майбутній письменник відмовився від духовної кар'єри і працював правником. У цей час він вивчав античну культуру, знайомився з провідними філософськими та політичними теоріями своєї епохи.
У 1647 році Лафонтен повернувся в Шампань, обійняв посаду батька і за його наполяганням у віці 26 років одружився з 15-річною Марі Ерикара. Він дуже легко поставився до своїх нових обов'язків, як службових, так і сімейних, і незабаром виїхав до Парижа, де прожив усе життя серед друзів, шанувальників і шанувальниць його таланту. Про свою сім'ю він забував цілими роками та лише зрідка, за наполяганням друзів, їздив на короткий час на батьківщину.
Збереглася його листування з дружиною, яку він робив повіреною своїх численних романтичних пригод. На своїх дітей він так мало звертав уваги, що, зустрівшись в одному будинку зі своїм дорослим сином, не впізнав його. У Парижі Лафонтен мав блискучий успіх. Його покровитель Фуке призначив йому велику пенсію, як плату за один вірш на місяць. Вся аристократія протегувала йому, а він умів залишитися незалежним і витончено глузливим, навіть серед улесливих панегіриків, якими він осипав своїх патронів.
Лафонтен помер 13 квітня 1695 року в Парижі, у віці сімдесяти трьох років. Його дружина пережила його майже на п'ятнадцять років

## Творчість
За своїми філософськими поглядами Лафонтен був деїстом, тобто визнавав факт створення Богом світу, але вважав, що далі, після створення, світ розвивається за власними законами. В інших філософських питаннях (зокрема, у питанні про природу пізнання та про сутність людини) Лафонтен був послідовником французького філософа XVII століття П'єра Гассенді. Філософські погляди й опозиційні політичні настрої значною мірою спричинили характерне для художньої творчості письменника вільнодумство.

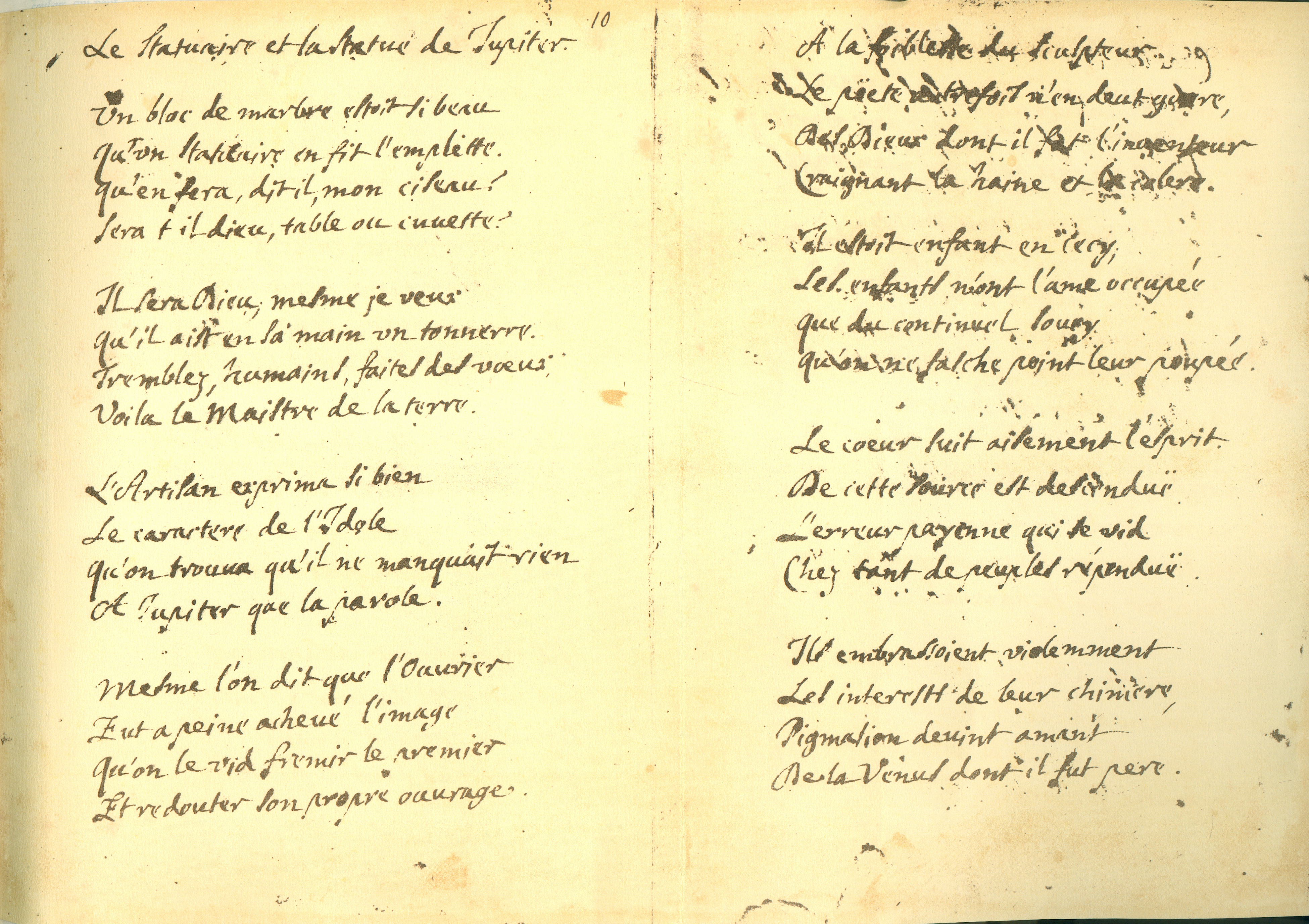
Факсиміле оного з небагатьох рукописів Лафонтена

Писати почав доволі пізно, у 33-річному віці. Перші твори, серед них алегорична поема «Ле Сонь де Bo» (фр. Le songe de Vaux, 1658—1662), яка зробила його відомим, були значною мірою наслідувальними. Лафонтен зазнав впливу преціозної літератури. Переїхавши у Париж (1657), він зблизився з найвизначнішими класицистами: П. Корнелем, Ж. Б. Мольєром, Жаном Расіном, Нікола Буало, з якими зустрічався в аристократичних паризьких салонах. Надзвичайна розмаїтість, мальовничість, вишуканість і декоративність — характерні риси творів, написаних у цей період, приміром, першого літературного твору Лафонтена — комедії «Євнух» (фр. L'Eunuque, 1654).
1661 року заарештовано покровителя Лафонтена міністра фінансів Ніколя Фуке, котрий розграбував королівську казну. Лафонтен намагався заступитися за міністра — свого колишнього мецената, — чим спричинив невдоволення короля Людовика XIV. Лафонтена вислали у Лімож, однак дуже швидко вільнодумний поет знайшов нового покровителя — герцогиню Булонську, завсідником салону якої він став. У герцогині збиралися фрондуюча знать і письменники-лібертени.
На цей час припадає написання віршованих новел, що наробили чимало галасу через свою фривольність, перший том яких був опублікований 1665 р. під загальною назвою «Віршовані казки та новели» («Contes et nouvelles en vers», 1665—1685). Віршовані новели стали улюбленим жанром Лафонтена. Він працював над створенням новел упродовж двадцяти років, і одна за одною виходили наступні збірки казок (1671, 1675, 1685 pp.). Своєрідності «Казкам» надає створена в них особлива атмосфера веселощів, дотепності, фривольності, які поєднуються з грацією, витонченістю та почуттям міри. У віршованих «Казках» Лафонтен продовжує традиції літератури Відродження, котра зверталася до земних радощів, до чуттєвого кохання, до культу людського розуму. У них виразно проступає критичне ставлення поета до лицемірства і святенництва, характерних для вищих верств французького суспільства XVII ст.
Сюжети «Казок» були запозичені Лафонтеном в Апулея, Петронія та інших античних письменників, а також у письменників епохи Відродження від Дж. Боккаччо до Ф. Рабле. Водночас поет обстоював своє право не сліпо переймати ті чи інші сюжети, а творчо переробляти їх відповідно до особливостей свого обдарування. Так, приміром, запозичуючи деякі сюжети з «Декамерона» Боккаччо, Лафонтен прагне перетворити новелу у легкий, невимушений і веселий анекдот, усуваючи елементи дидактизму, властиві новелістиці італійського гуманіста. Прикладом подібного перетворення новели в анекдот може слугувати «Сестра Жанна», у якій ідеться про черницю, котра покаялася у своєму гріховному минулому й тепер вирізняється надзвичайною побожністю і ретельністю у виконанні своїх чернечих обов'язків. Але черниці, яким ставлять у приклад побожність сестри Жанни, заздрять не її покаянню, а її минулому життю, в якому вона зазнала насолоди кохання.

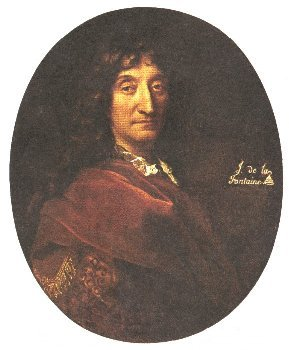
Портрет Лафонтена, написаний Франсуа де Труа.

Особливою заслугою Лафонтена в європейській літературі є розробка жанру віршованої байки. До Лафонтена письменники-класицисти вважали, що байка є «низьким» жанром, тобто непридатним для вираження серйозного змісту.
Перші шість книг байок побачили світ 1668 року під назвою «Байки Езопа, завіршовані Лафонтеном» («Fabies d'Esope, mises en vers par M. de La Fontaine»). Остання, дванадцята, книга була надрукована 1694 p. Створювані упродовж багатьох років, байки відобразили зміни у світогляді поета, а також його творчі пошуки. Всі книги байок поєднані цілісним художнім задумом: висміяти вади сучасного суспільства, представити читачеві різні його верстви у сатиричному зображенні.
Байки Лафонтена надзвичайно різноманітні за тематикою: одні з них порушують найважливіші філософські проблеми («Жолудь і Гарбуз», «Звір на Місяці», «Павич, який скаржиться Юноні»), другі дають картину суспільної моралі, політичного життя сучасного Л. суспільства («Моровиця серед звірів», «Щур і Слон»), треті зображають різні людські слабкості та вади («Кіт і Старий Щур», «Нічого зайвого», «Дуб і Очерет»). У байках відобразилося вільнодумство Лафонтена, виявився його політичний лібертинаж.
Новаторство Лафонтена у розробці жанру байки полягає, зокрема, в її демократизації. Лафонтен вводить у байку нового героя — людину з народу. Письменник оцінює зображувані ним події з точки зору простої людини-трудівника. Народність і демократизм байкарської творчості Лафонтена відчутні і в гострій критиці абсолютистської держави.
Лафонтен не лише поглибив зміст байки, надавши йому філософського чи політичного характеру, а й піклувався про досконалість форми. Під пером французького поета байка стала легкою та витонченою. Відточеність художньої форми, нова для цього жанру, досягалася з допомогою різних художніх прийомів: вільною композицією, віршованою формою, введенням авторських відступів, широким використанням діалогів, мовних характеристик, контрасту. Структура байок Лафонтена вирізняється ясністю, простотою й точністю. Як зазначав французький учений XIX ст. І. Тен, байки Лафонтена нагадують драму: в них є експозиція, зав'язка, кульмінація і розв'язка, є діалогічні уривки і властиве для драматургії змалювання характерів через їхні вчинки та мову.
Мова байок — жива, розмовна, народна, оскільки поет використовував характерні для просторічної мови звороти й інтонації. Лафонтен став новатором у царині віршування. Багатству та особливому колориту мови відповідає розмаїття ритміки байок. Зміна ритмів зумовлена рухом авторської думки, відповідає її поворотам, підпорядкована змістовій стороні твору.
Творчість Лафонтена багатогранна: вірші в дусі «легкої поезії», алегорична поема, драматична еклога, героїчна ідилія, казка, новела, галантний роман, але найбільшу славу йому принесли байки. Завдяки новаторству в багатьох питаннях Лафонтена вважають одним із передових письменників XVII століття.
Демократизм, життєвість, національний колорит байки Лафонтена надихали українського байкаря Леоніда Глібова, котрий наслідував його, додаючи свої оригінальні барви. Переклади і переспіви творів Лафонтена, здійснював, зокрема Іван Котляревський (вони втрачені). Окремі вірші та байки Лафонтена переклали Ярослав Вільшенко, Микола Терещенко, Микита Годованець, Іван Світличний, Всеволод Ткаченко.